# Boulton & Paul Bugle

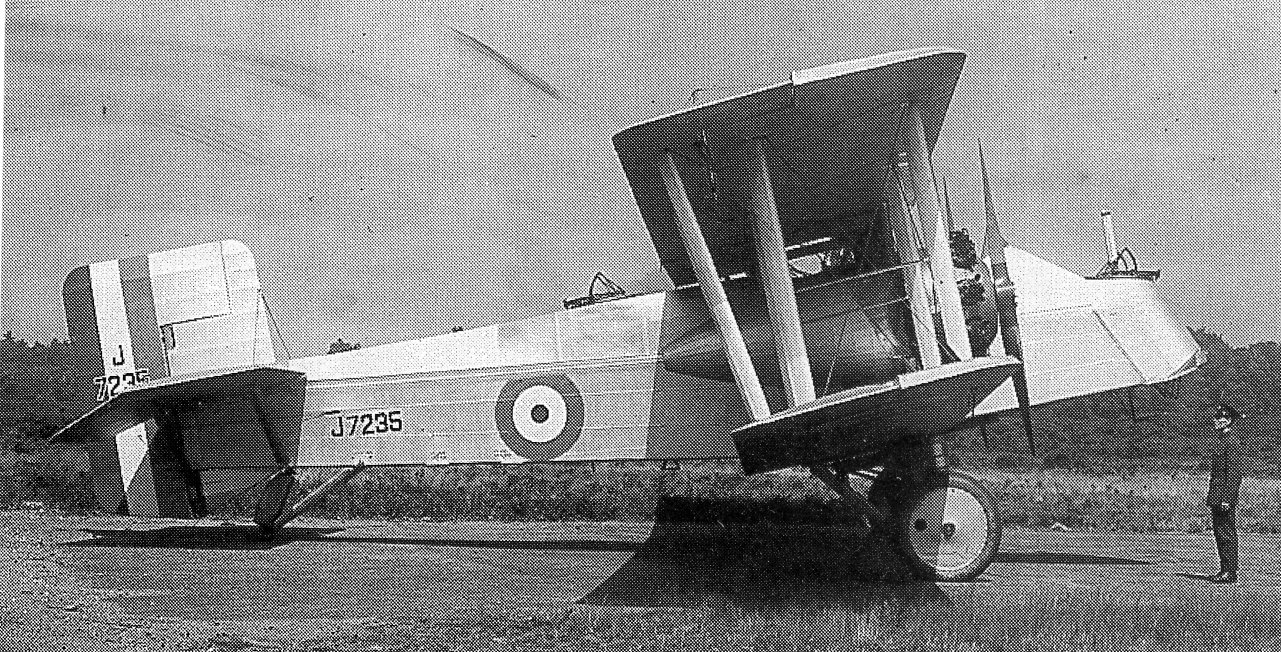
Chiếc Bugle thử ba

Boulton & Paul Bugle là một thiết kế máy bay ném bom hạng trung của Anh.

## Tính năng kỹ chiến thuật (Bugle II)
Dữ liệu lấy từ 
Đặc điểm tổng quát
- Kíp lái: 3
- Chiều dài: 39 ft 9 in ()
- Sải cánh: 62 ft 6 in ()
- Chiều cao: 15 ft 8 in ()
- Diện tích cánh: 924 ft² (86 m²)
- Trọng lượng rỗng: 5.084 lb (2.306 kg)
- Trọng lượng có tải: 8.914 lb (4.043 kg)
- Động cơ: 2 × Napier Lion inline W-block, 450 hp (336 kW)  mỗi chiếc
- Cánh quạt: two bladed wooden propeller, 1 mỗi động cơ

 Hiệu suất bay 
- Vận tốc cực đại: 112 mph (97 kn, 180 km/h) trên mực nước biển

Trang bị vũ khí

- Súng: Súng máy Lewis.303 in (7,7 mm)
- Bom: 661 lb (300 kg) bom